# Ivan Krstitelj
Ivan Krstitelj (stsl: Іоаннъ Крестѧи, heb.: יוחנן המטביל, Yohanan Ha'Matbil, stgr.: Ἰωάννης ὁ βαπτίζων, grč.: Ἰωάννης ὁ βαπτιστής) kršćanski je svetac, propovjednik, pustinjak i mučenik, prethodnik Isusov.

## Životopis
Većinu podataka o Ivanu dobivamo iz evanđelja, a njegova osoba do danas je ostala tajnovita i ne do kraja razjašnjena. Prema Novom zavjetu, njegovi roditelji, Zaharija i Elizabeta, dugo nisu mogli imati djece i kada im se rodio sin, zavladala je velika radost. Održana je posebna svečanost, na kojoj mu je trebalo nadjenuti ime. Okupili su se prijatelji i rođaci, koji su došli izdaleka. Htjeli su da se zove Zaharija po ocu, ali s tim se nije složila Elizabeta. Rekla je da će se zvati Ivan što znači "Gospodin je milostiv" (heb. Johanan). Prijatelji i rođaci su pitali Zahariju za mišljenje. On se složio s time da se zove Ivan. Budući da Zaharija dotad nije mogao govoriti, tada mu se vratio glas. Počeo je zahvaljivati Bogu i slaviti ga zbog njegove dobrote: "I ti ćeš biti poseban. Ići ćeš pred Božjim izabranikom. Nosit ćeš poruku Božje ljubavi i opraštanja njegovu narodu."
Ivan je otišao od kuće, živio je u pustinji blizu rijeke Jordana. Nosio je odijelo od devine dlake opasano kožnim pojasom. Jeo je pustinjsku hranu – divlji med i skakavce. Propovijedao je blizinu kraljevstva Božjeg i pozivao svoje sunarodnjake na obraćenje, a mnogi su se kajali za svoje grijehe i dali da ih Ivan krsti. Evanđelja pripovijedaju i da je Isus došao k Ivanu, te od njega zatražio krštenje. Ivan je na njegovo inzistiranje to i učinio, a za krštenja, kako propovijeda biblijski tekst, spustio se nad Isusa Duh Sveti u obliku goluba i Božji glas je progovorio: "Ti si Sin moj ljubljeni. U tebi mi sva milina." Nakon što se kršćanstvo već počelo širiti, paralelno sa zajednicama Kristovih sljedbenika, postojale i zajednica sljedbenika Ivanovih, te su poznavale samo "Ivanovo krštenje", o čemu svjedoče i Djela apostolska. Izvanbiblijski izvori, osobito kršćanski apologetski tekstovi, također potvrđuju postojanje takve zajednice osobito među Židovima. Čini se da su upravo zbog toga novozavjetni pisci toliko naglašavali Ivanovu poniznost i ponavljali njegove riječi da će iza njega "doći veći od njega".
Herod Antipa zatvorio ga je u tamnicu i dao mu odrubiti glavu, jer mu je prigovorio zbog preljuba. O mučeništvu Ivanovu govori i židovski povjesničar iz 1. stoljeća, Josip Flavije, te spominje da je ubijen u tvrđavi Makerontu, s istočne strane Mrtvoga mora. Arheološke iskopine svjedoče o postojanju tvrđave s palačom i dva triklinija, što odgovara evanđeoskom opisu prema kojem su Herod i muškarci bili u jednoj prostoriji, a Herodijada i Saloma u drugoj.

## Štovanje
Najstarije štovanje vezano uz Ivana Krstitelja odnosi se na čašćenje njegova groba u Sebasti, nedaleko od današnjeg Nablusa u Palestini. Potom je jedna od najvećih kršćanskih bazilika, ona u Damasku posvećena Ivanu Krstitelju. Danas je u njoj džamija, a posjetio ju je i papa Ivan Pavao II., zajedno s poglavarima mjesnih crkava, prilikom svoga posjeta tome gradu, te se ondje održao međureligijski susret.
Relikvije svetog Ivana Krstitelja danas se čuvaju u crkvi sv. Silvestra u Rimu i u Amiensu u Francuskoj. Sv. Ivan Krstitelj jako je poštovan u kršćanskom svijetu. U srednjem vijeku, njegov blagdan zvali su "ljetni Božić". U čast sv. Ivanu Krstitelju, podignute su mnoge crkve počevši od Lateranske bazilike u Rimu, papinske katedrale. U Rimokatoličkoj Crkvi njegovo se rođenje slavi kao svetkovina 24. lipnja, a mučeništvo, nekad nazivano i Glavosjek sv. Ivana Krstitelja, kao spomendan 29. kolovoza.
Zaštitnik je pjevača, glazbenika, krojača, kožara,  krznara, vunara, remenara, gostioničara, nožara, brusača, zatvorenika, osuđenih na smrt, uzgajivača ptica, oboljelih od epilepsije, krštenika, Malte, Jordana i velikog broja gradova širom svijeta. U Hrvatskoj po njemu su nazvana mjesta Ivanić-Grad, Ivanec, Kloštar Ivanić, Sveti Ivan Zelina, Sveti Ivan Žabno, Ivanska, Ivankovo i vjerojatno još neka mjesta. U Mariji Bistrici, nedavno je postavljen njegov kip na otvorenom prostoru. U Bosni i Hercegovini, u Podmilačju kraj Jajca postoji veliko svetište sv. Ivana Krstitelja.